# کنان اولجای
کنان اولجای (ترکی استانبولی: Kenan Olcay؛ زادهٔ ۳۰ نوامبر ۱۹۱۳) کشتی‌گیر اهل ترکیه بود.
وی در مسابقات کشوری و بین‌المللی در مجموع برندهٔ ۱ مدال نقره شده‌است.